# Villa Volta
Villa Volta is een madhouse in het Nederlandse attractiepark De Efteling. Het is een attractie waarbij de illusie wordt gewekt dat men over de kop gaat. Het huis is ontworpen door Ton van de Ven en het is in 1995 gebouwd door Vekoma. Bij de opening was het de eerste attractie in zijn soort, sindsdien heeft het type veel navolging gekregen in andere attractieparken. Ook in Nederland heeft de attractie navolging gekregen. In 2000 opende in Walibi Holland in Biddinghuizen eveneens een madhouse, Merlin's Magic Castle. In 1997 won Villa Volta een Thea Award.

## Het verhaal
Het verhaal achter Villa Volta is gebaseerd op de verhalen rond de Bokkenrijders. Dit was een roversbende die in de 18e eeuw huishield in de Brabantse Kempen en Nederlands en Belgisch Limburg. De Bokkenrijders gaven hun komst aan door middel van een teken op de boerderij of het huis dat door hen zou worden overvallen. Volgens het verhaal is de leider van de Bokkenrijders, Hugo van den Loonsche Duynen, vervloekt vanwege diens bestorming van de Abdij van Postel. Hugo kreeg van een mysterieuze vrouw (Vrouwe Goeds) te horen wat de vloek inhoudt:
Nergens in uw eigen huis, noch waar ook ter wereld, zult gij rust of vrede vinden, nu gij Gods huis geschonden hebt... Eerst dan, wanneer een edel mens met het reine geweten van een pasgeboren kind uw woonstede zal betreden, dan zult gij vrede vinden, in uw huis en in uw hart...
Door deze vervloeking draait het huis van Hugo sinds die tijd in de rondte.

## Attractieverloop
De eerste ruimte in de villa is de eerste voorshow. Deze bestaat uit een hoorspel. Hein Boele is de verteller, Hero Muller speelt Jonge Peer en de dorpeling is Jo De Meyere. De eerste voorshow vertelt vooral over de tijd van de Bokkenrijders en de reacties van de slachtoffers van de bende. Vooral Hugo van den Loonsche Duynen is onderwerp van gesprek. In deze ruimte zijn veel Eftelingvoorwerpen te zien. Zo is er hetzelfde bankje te vinden dat ook in het Sprookjesbos bij Doornroosje staat en is er een oud hek, dat vroeger bij de (oude) Ingang West gebruikt werd. Tevens hangt er in de ruimte een uitsnede van het schilderij De val der opstandige engelen van Pieter Bruegel de Oude.
In de tweede voorshow vinden we Hugo in de vorm van een animatronic. Hij vertelt de bezoeker over de vloek die ervoor zorgt dat zijn huis over de kop gaat en vraagt de bezoekers hem te verlossen: "Mijn gruwelijk lot is tot op heden niet gebroken. Treed binnen met een reine ziel, opdat de doem valt van dit huis en mijn ziel de rust verkrijgt, waar ik zo hevig naar verlang.".
De stem van Hugo is ingesproken door de acteur Jules Croiset en de stem van Vrouwe Goeds is ingesproken door Lucie de Lange. Na 27 jaar is de audio in de attractie gewijzigd waaronder de stemmen van Vrouwe Goeds.
Ten slotte komt men in de hoofdshow: Hugo's huiskamer. Nadat het publiek heeft plaatsgenomen op een viertal banken komt een medewerker waarschuwen dat de beugels dichtgaan, en drukt deze dicht met een knop die zich in de huiskamer bevindt.
Dan begint de show en draait de kamer dusdanig, dat de illusie gewekt wordt dat men over de kop gaat. Volgens het verhaal begon het huis ineens te draaien toen Hugo in zijn stoel zat. Hij haastte zich naar een andere ruimte, waarbij hij zijn sloffen vergat; deze staan namelijk nog voor de open haard. Door de vloek zal zijn ziel nooit rust krijgen, tenzij de vloek doorbroken wordt. Hugo wordt echter wel ouder. In de hoofdshow verschijnt een schim van Hugo in de zwart-wit geblokte vloer.

## Techniek
Alhoewel Villa Volta de eerste grootschalige uitvoering van zijn soort is in een attractiepark, is de techniek erachter al bekend sinds het begin van de 20e eeuw. De banken staan op een gondel die maximaal 30° uitslag heeft. De kamer zelf (de muren, vloer en plafond) is een trommel die zich daaromheen bevindt. Tijdens de rit beweegt de gondel heen en weer, terwijl de trommel 360° draait. Door de bewegingen goed op elkaar af te stemmen wordt de illusie gewekt dat men werkelijk over de kop gaat. De gordijnen zijn met lijm bewerkt, waardoor ze niet bewegen wanneer de trommel draait. In de Huiskamer van Hugo van den Loonsche Duynen bevinden zich gouden wandarmaturen boven de haard en naast de tuindeuren. Wanneer de show start beginnen de ogen van deze wandarmaturen of gouden kandelaardragers te bewegen.
De werking van het huis is gebaseerd op een eerder gemaakt model van de Duitse fabrikant Schwingel, deze maakte vergelijkbare attracties waaronder het spukhaus in Taunus Wunderland en het draaiend huis in Bobbejaanland.

## Muziek
De muziek van Villa Volta is gecomponeerd door Ruud Bos. Ruud Bos heeft vier verschillende muziekstukken geschreven: voor de wachtrij, voor de eerste voorshow (het bewegende gilde-teken), voor de tweede voorshow (het verhaal van Hugo) en voor de hoofdshow (de woonkamer). De muziek in de hoofdshow is opgenomen met het Vlaams Radio Orkest in de Fendalsound studio's in Loenen aan de Vecht onder leiding van Ruud Bos. De muziek bevat nog enkele elektronische toevoegingen. Er wordt gebruik gemaakt van een echt koor en geen synthesizer, zoals vroeger beweerd werd. Het koor is live opgenomen en het effect van het koor is met bandrecorders die achterstevoren zijn ingestart veroorzaakt. De muziek in de wachtrij is gedeeltelijk gemaakt met een synthesizer.

## Easter eggs
In en om de attractie zijn diverse Easter eggs te vinden:
- In de tweede voorshow bevindt zich sinds 2003 rechts naast Hugo een portret van Ton van de Ven, de ontwerper van de attractie, als aandenken na zijn VUT aftreding. Daarvoor bevond zich hier een schilderij van een jonge Hugo.
- In de eerste voorshow staan diverse hekken, met een E erop, als decoratie. Deze hekken waren onderdeel van de voormalige ingang die zich tot 1996 op de plaats van Villa Volta bevond.
- In en om de attractie zijn in totaal dertien vensters en dertien afgebeelde bokken te vinden.
- De achternaam van Hugo, van den Loonsche Duynen, verwijst naar Nationaal Park De Loonse en Drunense Duinen dat zich ten oosten van het attractiepark bevindt.
- In de hoofdshow bevindt zich op de vloer het boek Tempel der Zanggodinnen. Een boek over mythen uit de Griekse en Romeinse tijd.
- Bij de animatronic van Hugo ligt een boek met de titel Schuld und Sühne (Nederlands: Schuld en boete).
- In de officiële Efteling app wordt de titel van de attractie ondersteboven getoond wanneer de attractie wordt aangetikt vanuit de parkplattegrond.

## Trivia
- Tijdens de Winter Efteling wordt de tuin voor de attractie aangevuld met dennenbomen die, geheel in thema, ondersteboven in de bloembakken worden geplaatst.
- De werktitel van de attractie was Villa Vola, wat verwijst naar het Italiaanse woord voltare wat 'draaien' betekent.
- Nadat in 2010 het bliksemeffect is verwijderd is na 13 jaar het bliksemeffect terug achter de tuindeuren in de hoofdshow.
- Tot 4 juni 2010 had Villa Volta twee wachtrijen. Men kon voor de linkerrij of de rechterrij kiezen bij het betreden van de attractie. Vanwege de aansluiting van de hekken waren mensen eerder geneigd om de rechterrij te nemen, waardoor je vaak eerder aan de beurt was als je de linkerrij nam. Dit fenomeen stond ook wel bekend als de “Linkerwachtrij-theorie”.

## Afbeeldingen

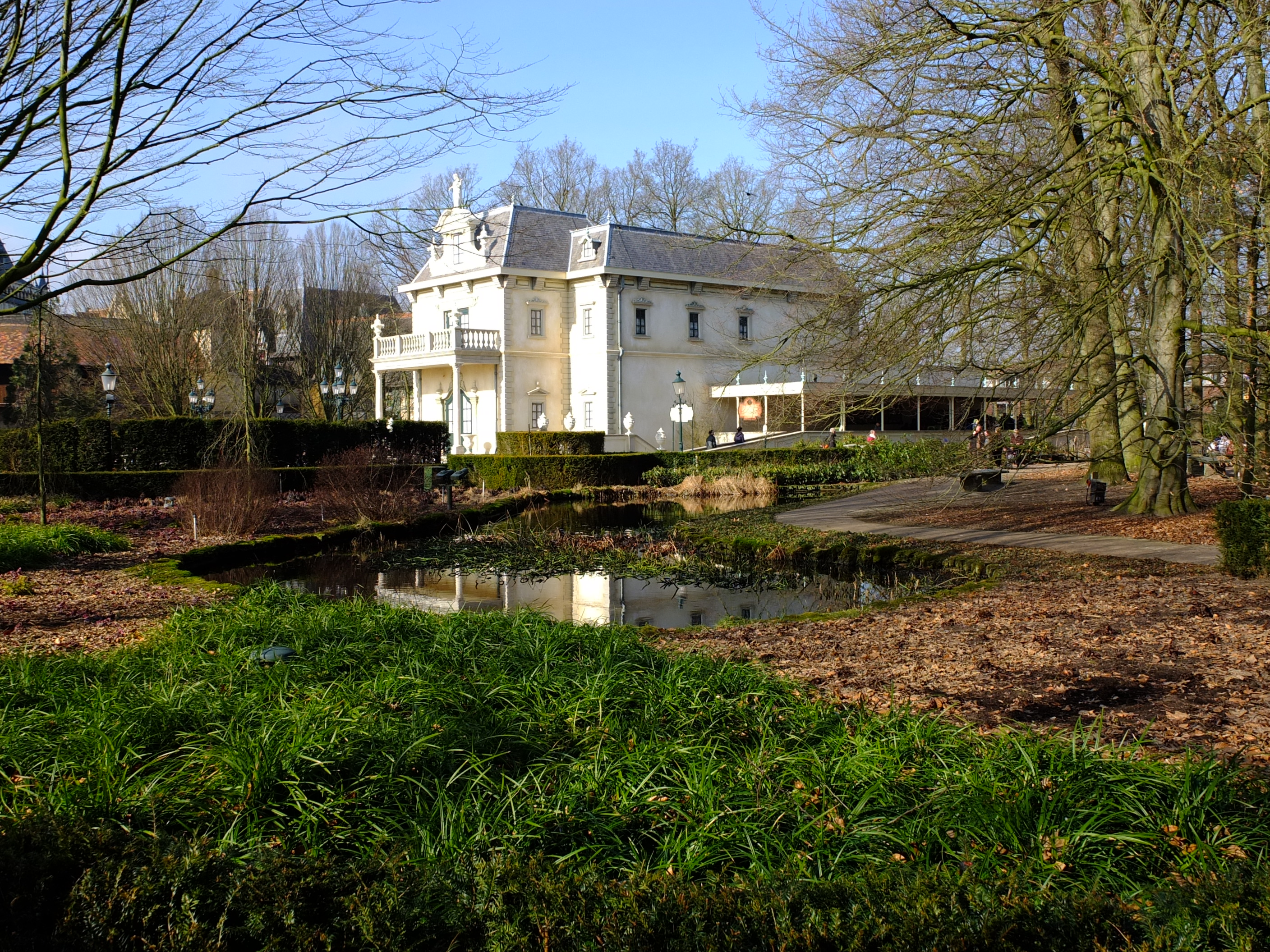
Exterieur gezien vanuit het zuiden
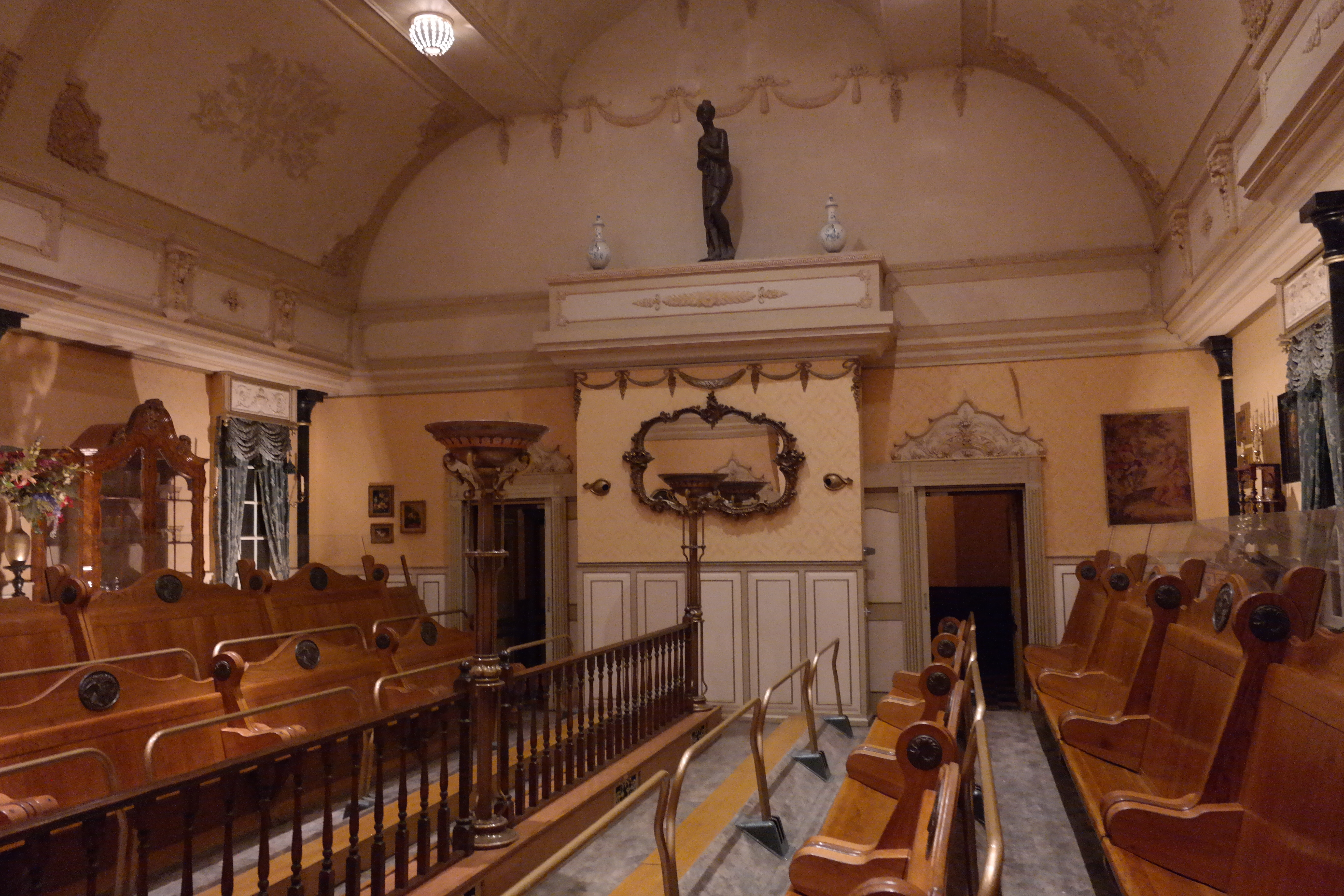
Hoofdshow
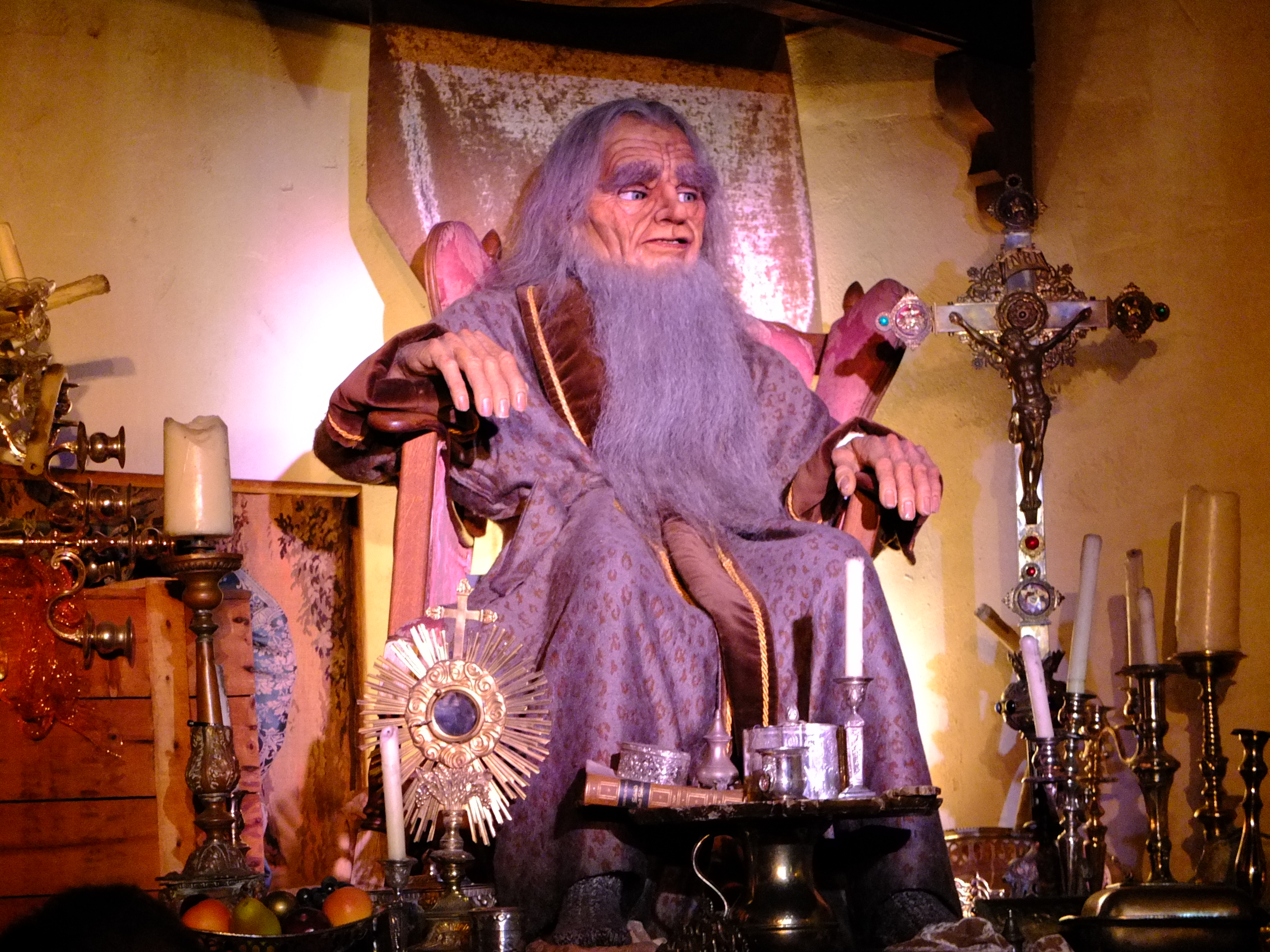
Animatronic van Hugo in de tweede voorshow anno 2015
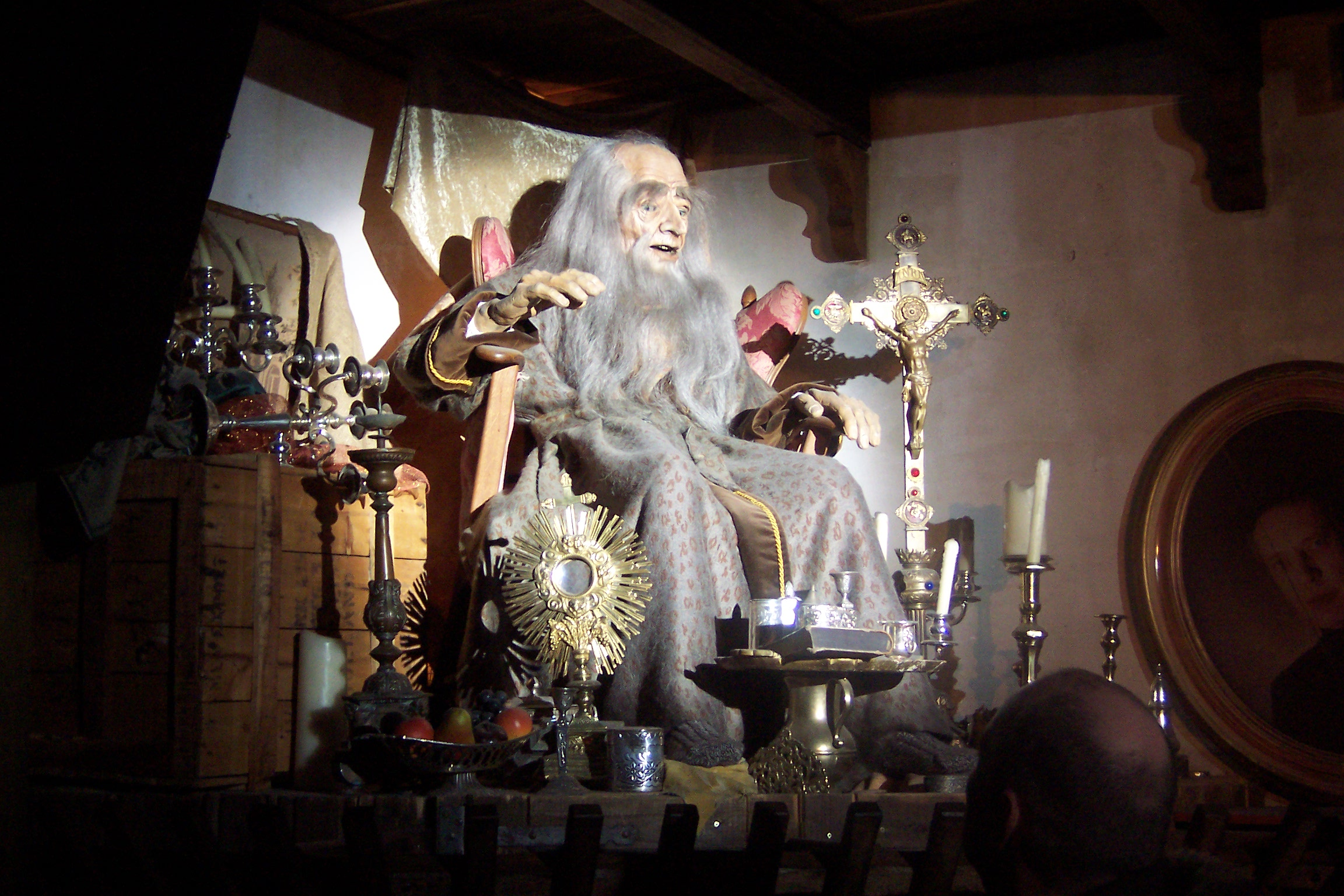
Animatronic van Hugo in 2005. Sinds de opening is Hugo meerdere keren van masker veranderd.